# Training center Bruno Ferdeghini
Il 'Training center "Bruno Ferdeghini", è un centro sportivo di La Spezia di proprietà della Ten Sport Entertainment s.r.l. e dato in affitto alla società di calcio italiana Spezia Calcio.
La struttura ospita dal 2013 gli allenamenti della prima squadra (dal 2014 assieme al centro sportivo di Follo) e gran parte delle attività del settore giovanile, oltre ad essere sede amministrativa del club.
Il centro d'allenamento si trova in via Melara 91, nell'omonima frazione della città ligure.